# Селен
Селен или селенијум (Se, лат. sellenium) металоид је  групе и атомским бројем 34. Познато је неколико његових изотопа чије се атомске масе налазе између 65—91. Многи извори сврставају овај елемент у неметале. Његове особине су између суседних халкогених елемената: сумпора и телура. У природи се ретко налази у елементарном стању или као неко чисто једињење. Селен је 1817. године открио Јенс Јакоб Берцелијус, који је запазио сличност новог елемента са раније познатим телуром (чије име значи Земља). Име је добио по грчкој речи selene која означава Месец (зато што се увек јављао уз телур, лат. tellus — Земља).
Селен је пронађен у сулфидним металним рудама бакра у нечистом стању, где делимично замењује сумпор. Комерцијално, селен се производи као нуспроизвод у процесу рафинирања тих руда. Познати су и минерали који су чисти селениди или селенати, али су они ретки. Најчешћа комерцијална употреба селена данас је у производњи стакла и у пигментима. Селен је полупроводник и користи се у фотоћелијама. Такође се користи у електроници, где је некад био врло важан, али су га данас већином потиснули полупроводнички уређаји од силицијума. Данас се селен користи у неколико уређаја за заштиту од превисоког напона код наизменичне струје и једне врсте флуоресцентне квантне тачке (нанокристал).
У великим количинама, соли селена су отровне, међутим селен у веома малим количинама је неопходан за ћелијску функцију код многих живих бића, укључујући све животиње, те је састојак многи мултивитаминских препарата и других дијететских производа, укључујући и дечије каше. Селен је састојак и антиоксидантских ензима глутатион пероксидазе и тиоредоксин редуктазе (индиректно редукују одређене оксидоване молекуле у животињском организму и неким биљкама). Такође је присутан у три типа ензима дејодиназе, којима се један тироидни хормон претвара у други. Потребе за селеном у биљкама различите су од врсте до врсте, па тако неке биљке захтевају релативно велике количине селена док друге готово никако.

## Историја
Селен (грч. σελήνη - селен што значи „Месец”) је откривен 1817. године. Открили су га хемичари Јакоб Берцелијус и Јохан Готлиб Ган. Оба хемичара су била власници хемијске фирме у близини Грипшолма, Шведска, производећи сумпорну киселину у процесу оловних комора. Иза пирита из великог рудника бакра Фалун, преостајао је црвени талог у оловној комори за који се мислило да је неко једињење арсена, па је кориштење пирита за производњу киселине престало.
Берцелијус и Ган су хтели да користе пирит, а исто тако су опазили да тај црвени талог при сагоревању има мирис рена. Тај мирис није својствен арсену, али се сличан мирис јавља код једињења телура. Стога је у првом писму упућеном Мерсету, Берцелијус навео да се ради о једињења телура. Међутим недостатак једињења телура у минералима из рудника Фалун навео је Берцелијуса да преиспита црвени талог, те је 1818. написао друго писмо Марсету описујући новооткривени елемент сличан сумпору и телуру. Због своје сличности са телуром, који је назван по планети Земљи, Берцелијус је нови елемент назвао по Месецу.
Вилоби Смит је 1873. открио да електрични отпор сивог селена зависи од светлости. Ово је довело до његове употребе као ћелија за светлосне сензоре. Први комерцијални производи који су користили селен развио је средином 1870-их Вернер фон Сименс. Александер Грејам Бел је 1879. користио селенове ћелије у свом фотофону. Селен пропушта електричну струју пропорционално количини светлости која пада на његову површину. Тај феномен је искориштен за дизајн светлометара и сличних уређаја. Полупроводничке особине селена искоришћене су у бројним другим апликацијама у електроници. Развој селенских исправљача (трансформатора) почео је почетком 1930-их заменивши исправљаче на бази бакар-оксида, јер су били далеко ефикаснији. Њихова комерцијална употреба трајала је до 1970-их, након чега су замењени јефтинијим и још ефикаснијим силицијумским исправљачима.
Много касније, селен је дошао у фокус медицине због своје отровности за људе који раде у одређеним гранама индустрије. Такође, запажено је да је он важан ветеринарски отров, за који је примећено да утиче на животиње које се хране биљкама богатим селеном. Међутим, 1954. је откривено да је селен важан за специфичне биолошке функције у микроорганизмима. Тек 1957. откривена је његова незамењива функција за сисаре. Током 1970-их доказано је да је селен присутан у два независна сета ензима. Уследило је откриће селеноцистеина у беланчевинама. Током 1980-их, утврђено је да селеноцистеин кодиран кодоном UGA. Механизам записивања је прво објашњен код бактерија а потом и код сисара (види SECIS елемент).

## Особине

### Физичке
Селен постоји у неколико алотропских модификација које загрејавањем или хлађењем прелазе једна у другу на различитим температурама и различитим брзинама. Када се добије у лабораторији хемијским реакцијама, селен је обично аморфна чврста материја у облику црвеног праха. Када се он брзо топи, прелази у црну, стакласту форму, која се обично комерцијално продаје као куглице. Структура црног селена је неправилна и комплексна а састоји се из полимерних прстенова са око 1000 атома у сваком прстену. Црни Se је крхка, сјајна чврста материја, слабо растворљива у CS2. Загрејавањем до 50 °C постаје мека а прелази у сиви селен на температури од 180 °C. Ако су присутни халогени елементи и амини, температура трансформације је нижа.
Црвене α, β и γ форме добијају се из раствора црног селена путем различитих брзина испаравања растварача (обично CS2). Све те форме имају релативно ниску, моноклинску кристалну симетрију и све садрже готово идентично наборане Se8 прстенове аранжиране на различите начине, као код сумпора. Паковање је најгушће у α форми. У Se8 прстену удаљеност Se-Se износи 233,5 pm а угао између Se-Se-Se је 105,7°. Други алотропи селена могу садржати и Se6 или Se7 прстенове.
Најстабилнија и најгушћа форма селена је сиви који има хексагоналну кристалну решетку састављену из хеличних полимерних ланаца. Удаљеност Se-Se у њима износи 237,3 pm а угао Se-Se-Se је 130,1°. Најмања удаљеност између ланаца износи 343,6 pm. Сиви селен настаје благим загрејавањем других алотропа, спорим хлађењем истопљеног Se или кондензацијом пара селена непосредно испод тачке топљења. Иако су друге форме селена изолатори, сиви селен је полупроводник који показује знатну фотокондуктивност. За разлику од других алотропа, он није растворљив у угљен-дисулфиду. Отпоран је на оксидацију на ваздуху и ненападају га неоксидирајуће киселине. Са снажним редукцијским средствима гради полиселениде. Селен не исказује необичне промене у вискозности попут сумпора када се постепено загрејава.

### Изотопи
Селен у природи се јавља у шест изотопа од чега је пет стабилних: 74Se, 76Se, 77Se, 78Se и 80Se. Најмање три од њих су производи фисије, заједно са радиоактивним селеном-79, који има време полураспада од 327 хиљада година. Коначни стабилни природни изотоп 82Se има врло дуго време полураспада (преко 1020 година, а распада се путем двоструког бета распада на криптон 82Kr), а из практичних разлога може се сматрати да је стабилан. Осим стабилних, познато је 23 друга нестабилна изотопа.
Селен-79 је изузетно важан за израчунавање дозе који се врши у оквиру геолошког складиштења дугоживућег радиоактивног отпада.

## Распрострањеност
Самородни (тј. елементарни) селен је веома редак минерал који обично добро не гради кристале, али када их гради они су у облику стрмог ромбоедра или сићушни равни кристали (попут длаке). Издвајање селена је често отежано због неизбежног присуства других једињења и елемената. Селен се у природи јавља у бројним неорганским облицима укључујући селениде, селенате и минерале које садрже селенитни јон, међутим такви минерали су ретки. Један од врло распрострањених минерала је селенит, који заправо није минерал селена и не садржи селенитни јон, него је заправо једна од врста гипса (калцијум сулфат хидрат). Тај минерал је добио име слично као и хемијски елемент селен, по Месецу, дуго пре него што је откривен елемент. Селен се обично може наћи потпуно нечист, замењујући део сумпора у сулфидним рудама многих метала.
У живим системима, селен се налази у саставу аминокиселина селенометионина, селеноцистеина и метилселеноцистеина. У тим једињењима, селен игра улогу аналогно сумпору. Друго природно органоселенско једињење је диметил селенид.
Одређене чврсте материје богате су селеном, а селен се може и биоакумулирати у одређеним биљкама. У земљишту селен се најчешће налази у растворљивим облицима попут селената (аналогно сулфатима), а које вода врло лако испира у водотокове. Океанска вода садржи знатне количине селена.
Антропогени извори селена укључују сагоревање угља те рударење и топљење сулфидних руда.

## Употреба

### Електролиза мангана
Током електро-добијања мангана, додавање селен-диоксида смањује снагу неопходну за рад електролитичких ћелија. Кина је највећи потрошач селен-диоксида за ове сврхе. За сваку произведену тону мангана потроши се просечно 2 kg селен-оксида.

### Производња стакла
Највећа комерцијална употреба селена, одговорна за око 50% његове потрошње, јесте производња стакла. Једињења Se дају стаклу црвену боју. Ова боја поништава и неутрализује зелене и жуте нијансе које потичу од нечистоћа жељеза а које су типичне за већину врста стакла. У ту сврху се додају разлитиче соли селенити и селенати. За друге апликације, где је пожељна црвена боја, додаје се мешавина CdSe и CdS.

### Легуре
Селен се користи заједно с бизмутом у месингу где замењује много отровније олово. Законска ограничења количине олова у води за пиће довела су до неопходног смањења његовог нивоа у месингу. Та нова врста месинга се у САЂу јавља на тржишту под марком ЕнвироБрас („еколошки месинг”). Попут олова и сумпора, селен такође побољшава машинску обраду челика при концентрацији од 0,15%. Исто побољшање је такође примећено код легура бакра, те се селен користи и код машински обрадивих легура бакра.

### Соларне ћелије
Бакар-индијум-галијум селенид је материјал кориштен за производњу соларних ћелија.

### Остало
Мале количине органоселенских једињења се употребљавају за подешавање вулканизацијских катализатора кориштених у производњи гуме.
Потражња за селеном у електроничкој индустрији се смањује, упркос броју апликација за који се он користи. Због својих фотоволтских и фотопроводних особина, селен се користи у фотокопирним уређајима, фотоћелијама, светлометрима и соларним ћелијама. Његова употреба као фотопроводник у копирним уређајима који су користили „обични” папир била је главни начин његове употребе, али већ током 1980-их кориштење фотопроводника је опало (мада је и данас њихова примена веома велика), јер су копирни уређаји све више прелазили на кориштење органских фотопроводника.
Раније су у широкој употреби били селенски исправљачи. Они су данас претежно замењени уређајима на бази силицијума или су у процесу замене. Најзначајнији изузеци међу њима су уређаји за одвођење пренапона наизменичне струје, где су боље енергетске могућности селенских пренапонских осигурача пожељније од варистора на бази металних оксида.
Цинк-селенид је био први материјал за производњу плавих LED-ова, али данас на тржишту доминира галијум-нитрид. Кадмијум селенид је раније играо важну улогу за производњу квантних тачака. Слојеви аморфног селена су слике x-зрака претварали у схеме наелектрисања у ксерорадиографији и, у чврстом стању, у равним панелима у камерама за x-зраке.
Селен је и катализатор у неким хемијским реакцијама, али није широко распрострањен због проблема с његовом отровношћу. У кристалографији x-зрацима, замена једног или више атома селена на место сумпора помаже ненормално вишеталасно распршење (дисперзија) и поступно увођење ненормалне једновалне дисперзије.
Селен се користи у тонирању фотографског штампања и као средство за тонирање продају га бројни произвођачи фотографске опреме. Његова употреба укључује појачање и проширење распона тонова црно-бели фотографија и побољшање сталности и трајности штампе. Изотоп 75Se се користи као извор гама зрака у индустријској радиографији.

## Једињења
У својим једињењима, селен се најчешће налази у оксидационим стањима -2 (селеноводоник, селениди) и +4 (тетрахалогениди, селен диоксид и селенати (IV), застарело селенити). У селенидним јонима селен се понекад јавља и у нецелобројним негативним оксидационим стањима. Ретка позитивна оксидациона стања су +1 (халогенид Se2X2) и +6 (селен хексафлуорид, селенова киселина). Једињења селена са оксидационим бројем +6 су снажнија оксидациона средства од аналогних једињења сумпора и телура. Тако на примје смесе концентрованих киселина селенове(VI) киселине и хлороводичне киселине могу растворити метале као што су злато и платина.

### Са водоником
Селеноводик, H2Se, је безбојни, врло отровни гас. Настаје реакцијом селенида (MxSey) са јаким киселинама, као што је хлороводична (HCl). Као снажно ендотермно једињење, може се добити из елемената водоника и селена на температурама изнад 350 °C. Селеноводоник се полако распада на елементе при собној температури, а распад се може убрзати утицајем светлости. Водени раствор (селеноводична киселина) реагује као слаба киселина, њена константа киселости (Ks=1,88·10−4) приближна је оној код азотне киселине HNO2.

### Селениди
Са већином метала, селен гради бинарне селениде, који садрже селенидни ањон Se2−. Поред тога, познати су и диселениди Se22− и полиселениди Senm−, који се могу добити реакцијом неког метала са вишком селена у реакцији:
{\displaystyle \mathrm {4\ Cs\ +\ 2\ Se_{8}\longrightarrow \ Cs_{4}Se_{16}} }
Синтеза је могућа топљењем смеше елемената или у раствору. Селениди су осетљиви на хидролизу и оксидацију. Осим јонских селенида, познато је и молекуларно једињење угљеник диселенид, Se=C=Se.
- Primjeri poliselenida
- Елементарна ћелија код Cs2Se3
- Јон Se164− у кристалној структури Cs4Se16

### Са кисеоником
Селен диоксид (селен(IV)-оксид) јест безбојна кристална чврста супстанца, која настаје сагоревањем селена у пристуству кисеоника из ваздуха. Он у води гради селенасту киселину, H2SeO3. Она је релативно снажно оксидационо средство те се лако може редуковати до селена.
Селен триоксид (селен(VI)-оксид) може се добити одводњавањем селенатне киселине, H2SeO4. Он је такође кристална чврста супстанца и снажно оксидацијско средство. Осим ових, постоје и чврсти, кристални оксиди са мешаном валенцијом селен(IV,VI)-оксид Se2O5 и Se3O7. Селен-моноксид, SeO, познат је само у виду нестабилног међустања.
Селен сулфид SeS ≈2 (нестехиометријско једињење сумпора и селена), састоји се из цикличног молекула варијабилне величине и састава, сличног сумпору, а који се због неправилног односа унутар молекула SeS2 назива и селен-дисулфид. Селенати су соли селенатне киселине са анионима SeO42−. Ортоселенати познати су само као ретки тригонално-бипирамидални ањони SeO54− и октаедарски SeO66−.

## Алотропске модификације
Селен има 3 алотропске модификације. 
- Модификација α је сребрносив, крх метал. На ваздуху се полако оксидује, не реагује са водом, али реагује и са киселинама и са базама.
- Модификација β је црвени амфотеран прашак. Веома је реактиван, на ваздуху се сам од себе пали, и веома брзо реагује са водом,
- Модификација γ је стакласто розесиво чврсто тело. Ова модификација је међумодификација између алфе и бете. Ова модификација се обично добија хлађењем течног селена

## Биолошки значај
Иако је отрован у великим дозама, селен је незамењиви микронутријент за животиње. У биљкама, он се јавља као неутрални минерал, а некад у отровним пропорцијама у сточној храни. Неке биљке могу нагомилати селен у себи као одбрану против животиња, односно да их оне поједу, док друге биљке попут неких егзотичних врста грашка и легуминоза не могу расти без селена, а њихов раст на одређеном подручју указује његово присуство у тлу.
Селен је саставни део необичних аминокиселина као што су селеноцистеин и селенометионин. За људе је селен нутритивни минерал у траговима који функционише као кофактор за редукцију антиоксидантних ензима попут глутатион пероксидазе и одређених облика тиоредоксин редуктазе нађених код животиња и неких биљака (овај ензим се налази у свим живим организмима, али за све његове облике у биљкама није неопходан селен).
Породица глутатион пероксидаза ензима (GSH-Px) катализује одређене реакције које уклањају реактивне врсте кисеоника попут водоник-пероксида и органског хидропероксида:
2 GSH + H2O2----GSH-Px → GSSG + 2 H2O
Селен такође игра улогу у функционисању тироидне жлезде и тиме у свакој ћелији на коју делује тиродни хормон, тако што партиципира као кофактор за три од четири познате врсте дејодиназе тироидног хормона, који активира и деактивира разне тироидне хормоне и њихове метаболите. Јодотиронин дејодиназа је потпородица ензима дејодиназе која користи селен као и иначе ретку аминокиселину селеноцистеин. Једина дејодиназа која не користи селен јесте јодотирозин дејодиназа, која делује на последње производе распада тироидног хормона.
Селен може да инхибира Хашимото тироидитис, болест при којој ћелије имунског система нападају властите тироидне ћелије у организму, „мислећи” да су страна тела. Једна студија наводи да је узимањем храном 0,2 mg селена смањују се ТПО антитела за 21%.
Повећани унос селена храном смањује отровне ефекте живе, мада такви заштитни ефекти се јављају код ниских и вештачких доза тровања живом. Студије показују да молекуларни механизми отровности живе укључују неповратну инхибицију селеноензима који су неопходни за превенцију и уклањање оксидативне штете на мозгу и ендокриним ткивима.

### Нутритивни извори
Селена у храни највише има у орашастим плодовима, гљивама и житарицама. Бразилски орах је један од најбогатијих прехрамбених извора селена (мада је то много зависи од земљишта на којем се узгаја, пошто бразилски орах не захтева много овог елемента за свој раст). Препоручена дневна доза селена износи приближно 55 микрограма. Селен као додатак прехрани доступан је у многим облицима, укључујући мултивитаминске и минералне суплементе, обично у дозама од 20 µg дневно. Неки додаци могу садржати и 200 µg по дневној дози.
У јуну 2015. Америчка администрација за храну и лекове (FDA) објавила је коначно правило постављајући ограничења најнижих и највиших нивоа селена у храни за дојенчад. Садржај селена у људском организму креће се у распону од 13 до 20 mg.